# 24h Le Mans 1935
24h Le Mans 1935 – 13. edycja długodystansowego wyścigu 24h Le Mans. Wyścig odbył się w dniach 15–16 czerwca 1935, udział w nim wzięło 116 kierowców z 9 państw.

## Informacje
| Statystyki                  | Statystyki              |
| --------------------------- | ----------------------- |
| Długość okrążenia           | 13,492 km               |
| Dystans wyścigu             | 3 006,797 km            |
| Średnia prędkość            | 125,283 km/h            |
| Przewaga lidera             | 8,489 km                |
| Najszybsze okrążenie        | Francis Curzon (5:47.9) |
| Kierowcy według narodowości |                         |
| Wielka Brytania             | 60                      |
| Francja                     | 48                      |
| Włochy                      | 2                       |
| Pozostali (6 narodowości)   | 6                       |
| Łącznie                     | 116                     |

## Wyniki wyścigu
| Poz.  | Klasa | Nr | Zespół                         | Kierowcy                                       | Samochód                            | Silnik                   | Okrążenia |
| ----- | ----- | -- | ------------------------------ | ---------------------------------------------- | ----------------------------------- | ------------------------ | --------- |
| 1     | 5.0   | 4  | Arthur W. Fox & Charles Nichol | Johnny Hindmarsh Luis Fontès                   | Lagonda M45R Rapide                 | Meadows 4.5L I6          | 222       |
| 2     | 3.0   | 12 | Pierre-Louis Dreyfus           | Pierre-Louis Dreyfus Henri Stoffel             | Alfa Romeo 8C 2300                  | Alfa Romeo 2.3L Turbo I8 | 222       |
| 3     | 1.5   | 29 | Roy Eccles                     | Charles E.C. Martin Charles Brackenbury        | Aston Martin 1½ Ulster              | Aston Martin 1.5L I4     | 215       |
| 4     | 1.5   | 24 | Riley Ltd.                     | Alex van der Becke Cliff Richardson            | Riley Nine MPH Six Racing           | Riley 1.5L I4            | 208       |
| 5     | 5.0   | 7  | „Michel Paris”                 | Louis Paris Marcel Mongin                      | Delahaye 18CV Sport                 | Delahaye 3.2L I6         | 207       |
| 6     | 2.0   | 21 | Guy Don                        | Guy Don Jean Desvignes                         | Alfa Romeo 6C                       | Alfa Romeo 1.8L I6       | 204       |
| 7     | 1.5   | 38 | Jean Trévoux                   | Jean Trévoux René Carrière                     | Riley Nine MPH Six Racing           | Riley 1.5L I4            | 204       |
| 8     | 1.5   | 33 | Maurice Faulkner               | Maurice Faulkner Tom Clarke                    | Aston Martin 1½ Ulster              | Aston Martin 1.5L I4     | 202       |
| 9     | 1.1   | 42 | Philippe Maillard-Bruné        | Philippe Maillard-Bruné Charles Druck          | MG Magnette K3                      | MG 1.1L Turbo I6         | 202       |
| 10    | 1.5   | 32 | C.T. Thomas                    | C.T. Thomas M. Kenyon                          | Aston Martin 1½ Ulster              | Aston Martin 1.5L I4     | 199       |
| 11    | 1.5   | 31 | P.L. Donkin                    | Peter Donkin Malcolm Douglas Hamilton          | Aston Martin 1½ Ulster              | Aston Martin 1.5L I4     | 199       |
| 12    | 1.5   | 27 | John Cecil Noël                | Jim Elwes Mortimer Morris-Goodall              | Aston Martin 1½                     | Aston Martin 1.5L I4     | 196       |
| 13    | 5.0   | 14 | Arthur W. Fox & Charles Nichol | Dr. J. Dudley Benjafield Sir Roland Gunter     | Lagonda M45R Rapide                 | Meadows 4.5L I6          | 196       |
| 14    | 1.5   | 26 | Louis Villeneuve               | Louis Villeneuve André Vagniez                 | Bugatti Type 51A                    | Bugatti 1.5L Turbo I8    | 195       |
| 15    | 1.5   | 30 | R.P. Gardner                   | R.P. Gardner A.C. Beloë                        | Aston Martin 1½ Ulster              | Aston Martin 1.5L I4     | 190       |
| 16    | 1.1   | 51 | F.S. Barnes                    | Frank Stanley Barnes Alf Langley               | Singer Nine Le Mans Replica         | Singer 1.0L I4           | 183       |
| 17    | 1.5   | 34 | André Hénon                    | André Hénon Roger Rès                          | Singer 1½ Litre Le Mans             | Singer 1.5L I4           | 177       |
| 18    | 1.1   | 45 | Mme Anne-Cecile Rose-Itier     | Anne-Cecile Rose-Itier Rober Jacob             | Fiat 508S Balilla Sport             | Fiat 1.0L I4             | 172       |
| 19    | 1.1   | 48 | Gordon Hendy                   | Gordon Hendy James Boulton                     | Singer Nine Sports                  | Singer 1.0L I4           | 171       |
| 20    | 1.1   | 54 | Anthony Marsh                  | Arthur Marsh H.B. Guest                        | Singer Nine Le Mans Replica         | Singer 1.0L I4           | 160       |
| 21    | 1.1   | 46 | Gaston Duval                   | Gaston Duval Jean Treunet                      | B.N.C.                              | B.N.C. 1.0L I4           | 160       |
| 22    | 1.1   | 52 | Raymond Gaillard               | Raymond Gaillard Maurice Aimé                  | Singer Nine Le Mans Replica         | Singer 1.0L I4           | 159       |
| 23    | 1.1   | 53 | Guy Lapchin                    | Guy Lapchin Jacques Savoye                     | Singer Nine Le Mans                 | Singer 1.0L I4           | 155       |
| 24    | 1.1   | 56 | Capt. G.E.T. Eyston            | Joan Richmond Miss Gordon Simpson              | MG PA Midget                        | MG 0.8L I4               | 153       |
| 25    | 1.1   | 55 | Capt. G.E.T. Eyston            | Doreen Evans Barbara Skinner                   | MG PA Midget                        | MG 0.8L I4               | 153       |
| 26    | 1.1   | 54 | Capt. G.E.T. Eyston            | Margaret Allen Coleen Eaton                    | MG PA Midget                        | MG 0.8L I4               | 152       |
| 27    | 750   | 62 | John Carr                      | John Carr John Barbour                         | Austin 7 Speedy                     | Austin 0.7L I4           | 141       |
| 28    | 750   | 60 | Austin                         | Charles Dodson R.G. Richardson                 | Austin 7 Speedy                     | Austin 0.7L I4           | 138       |
| 29 NU | 3.0   | 8  | Anthony Lago Auguste Bodoignet | Auguste Bodoignet Gabriel Constant             | Talbot T150 Baby Sport              | Talbot 3.0L I6           | 181       |
| 30 DS | 1.5   | 36 | Riley Ltd.                     | Jean Sébilleau Georges Delaroche               | Riley Nine MPH Six Racing           | Riley 1.5L I4            | 149       |
| 31 NU | 1.5   | 35 | Riley Ltd.                     | Freddi Dixon Cyril Paul                        | Riley Nine MPH Six Racing           | Riley 1.5L I4            | 130       |
| 32 NU | 1.1   | 44 | Amédée Gordini                 | Amédée Gordini Carlo Nazarro                   | Fiat 508S Balilla Sport Coppa D’Oro | Fiat 1.0L I4             | 129       |
| 33 NU | 5.0   | 6  | Bernard de Souza Dantas        | Bernard de Souza Dantas Roger Teillac          | Bugatti Type 57                     | Bugatti 3.3L I8          | 129       |
| 34 NU | 3.0   | 10 | Earl Howe                      | Francis Curzon Brian E. Lewis                  | Alfa Romeo 8C 2300                  | Alfa Romeo 2.3L Turbo I8 | 129       |
| 35 NU | 3.0   | 18 | Comte Georges d'Arnoux         | Georges d'Arnoux Pierre Merlin                 | Bugatti Type 55                     | Bugatti 2.3L I6          | 128       |
| 36 NU | 3.0   | 11 | Luigi Chinetti                 | Luigi Chinetti Jacques Gastaud                 | Alfa Romeo 8C 2300                  | Alfa Romeo 2.3L Turbo I8 | 116       |
| 37 NU | 5.0   | 8  | Roger Labric                   | Roger Labric Pierre Veyron                     | Bugatti Type 50S                    | Bugatti 5.0L I8          | 116       |
| 38 NU | 1.1   | 50 | J.R.H. Baker                   | J.R.H. Baker Norman Black                      | Singer Nine Le Mans Replica         | Singer 1.0L I4           | 107       |
| 39 NU | 750   | 59 | Austin                         | Pat Driscoll C. Don Parish                     | Austin 7                            | Austin 0.7L I4           | 106       |
| 40 NU | 1.1   | 39 | Maurice Baumer                 | Maurice Baumer John Ludovic Ford               | MG Magnette K3                      | MG 1.1L Turbo I6         | 99        |
| 41 NU | 1.1   | 58 | Philippe Maillard-Bruné        | Jean Viale Albert Debille                      | MG PB Midget                        | MG 0.8L Turbo I4         | 98        |
| 42 NU | 1.5   | 22 | „Tim Davies”                   | „Tim Davies” A.F.P. Pane                       | Frazer-Nash Shelsley                | Gough 1.5L I4            | 96        |
| 43 NU | 1.1   | 41 | Eddie Hertzberger              | Eddie Hertzberger „Raph”                       | MG Magnette K3                      | MG 1.1L Turbo I6         | 92        |
| 44 NU | 1.1   | 43 | Ecurie de L'Ours G. Boursin    | Marcel Horvilleur Gaston Serff                 | Amilcar CG „Spéciale Martin”        | Amilcar 1.1L I4          | 91        |
| 45 NU | 750   | 61 | Austin                         | Charles Goodacre R.F. Turner                   | Austin 7                            | Austin 0.7L I4           | 89        |
| 46 NU | 2.0   | 19 | Derby                          | Gwenda Stewart Charles Worth                   | Derby                               | Derby 2.0L I4            | 87        |
| 47 NU | 1.5   | 23 | M.T.U. Collier                 | Michael Collier Peter Mitchell-Thomson         | Frazer-Nash TT Replica              | Gough 1.5L I4            | 77        |
| 48 NU | 2.0   | 20 | Ecurie Argo                    | Paul Vallée Albert Blondeau                    | Bugatti Type 35                     | Bugatti 2.0L Turbo I8    | 74        |
| 49 NU | 3.0   | 15 | Raymond Sommer                 | Raymond Sommer Raymond de Saugé Desttrez       | Alfa Romeo 8C 2300                  | Alfa Romeo 2.3L Turbo I8 | 69        |
| 50 NU | 3.0   | 9  | „M. Rekip”                     | René Kippeurt Edmont Nebout                    | Bugatti Type 44                     | Bugatti 3.0L I8          | 64        |
| 51 NU | 1.1   | 49 | Singer Ltd.                    | John Donald Barnes Tommy Wisdom                | Singer Nine Le Mans Replica         | Singer 1.0L I4           | 57        |
| 52 NU | 5.0   | 5  | Daniel Porthault               | Daniel Porthault Just-Émile Vernet             | La Lorraine B3-6                    | La Lorraine 3.5L I6      | 52        |
| 53 NU | 1.5   | 37 | Riley Ltd.                     | Percy Maclure Sammy Newsome                    | Riley Nine MPH Six Racing           | Riley 1.5L I4            | 47        |
| 54 NU | 1.5   | 28 | R.E. Tongue                    | Clifton Penn-Hughes Thomas Fotheringham-Parker | Aston Martin 1½                     | Aston Martin 1.5L I4     | 45        |
| 55 NU | 1.5   | 25 | Riley Ltd.                     | Elsie Wisdom Kaye Petre                        | Riley Nine MPH Six Racing           | Riley 1.5L I4            | 38        |
| 56 NU | 8.0   | 1  | Mikołaj (książę rumuński)      | Mikołaj (książę rumuński) Emile Béghin         | Duesenberg Model J                  | Duesenberg 7.0L I8       | 38        |
| 57 NU | 3.0   | 16 | Ecurie Argo                    | „Chaude” Max Fourny                            | Bugatti Type 55                     | Bugatti 2.3L I6          | 26        |
| 58 NU | 1.1   | 47 | Ian Connell                    | Ian Connell Nevil Lloyd                        | Singer Nine Le Mans Replica         | Singer 1.0L I4           | 17        |
| Poz.  | Klasa | Nr | Zespół                         | Kierowcy                                       | Samochód                            | Silnik                   | Okrążenia |

| Legenda | Legenda                       |
| ------- | ----------------------------- |
| 4       | Zwycięzcy poszczególnych klas |
| 7       | Najszybsze okrążenie          |
| 31 NU   | Nie ukończyli                 |
| 21 DS   | Dyskwalifikacja               |